# 米爾巴赫宮
米爾巴赫宮是一座位於斯洛伐克布拉提斯拉瓦老城區一座晚期巴洛克主義風格的建築，它被視為上述斯洛伐克最美麗、保存最完好的巴洛克建築之一，建築以最後一位所有者埃米爾·米爾巴赫男爵（Baron Dr. to Emil Mirbach）的名字命名。目前建築物為布拉提斯拉瓦市美術館的一部分。

## 沿革
米爾巴赫宮的歷史和當前建築所在的地方可以追溯到古代。與這座建築的前身有關的第一份歷史文件是該地塊的地籍記錄，可追溯到1379年。著名的布拉迪斯拉發歷史學家蒂瓦達爾·奧爾特維（Tivadar Ortvay，1843-1916）在他的一篇著作中指出，矗立在米爾巴赫宮原址這建築曾裝飾著城市盾形紋章，其核心部分主要由木結構組成。從17世紀中葉到18世紀初，該建築除了被稱為「維滕霍夫宮」（Weittenhof）這個名稱外，也被稱為「市民住宅」（domus civitatis）。自14世紀建成以來，這座建築一直由幾位不同社會地位的業主擁有，曾作為商店、軍官住宿或地下室空間。
1733年10月23日，由於租用建築場地劇院公司的疏忽，使得由於這座房子被燒毀了。1762年，布拉提斯拉瓦釀酒商約翰·邁克爾·斯佩奇(Johann Michael Spech)買下了這所房子的遺跡。
1768年3月4日，邁克爾·斯佩奇 (Michael Spech) 獲准在一座被火災損壞的舊建築的舊址上建造一座新建築。迄今為止仍無法確定該項目的建築師是何者。據檔案記載，米爾巴赫宮的興建歷時兩年——從1768年春到1770年春。最終，外牆採用豐富的巴洛克灰泥裝飾，內部空間使用洛可可裝飾，藝術和工藝作品的米爾巴赫宮正式落成。

完工後不久，斯佩奇賣掉了這座宮殿給予里奇·薩基（Imrich Csáky）伯爵，在接下來的百年裡，建築物多次更換主人，其中最著名的是市議會成員亞當·朱雷納克（Adam Jurenák，1772 - 1837）。宮殿的最後私人所有者為尼亞瑞斯家族和埃米爾·米爾巴赫男爵。尼亞瑞斯家族於1908年從科洛曼尼亞里（Koloman Nyáry）伯爵和他的兒子卡羅爾手中購得了這座宮殿。而後在1917 年3月30日則由被米爾巴赫男爵買下。米爾巴赫男爵明白這座宮殿的歷史價值以及宮殿內裝飾的藝術品的價值。因此，在他最後的遺囑中，他將建築物遺贈給了這座城市，並要求將這座房子作為美術博物館向公眾開放。
布拉提斯拉瓦政府於1949年獲得了宮殿的所有權，次年，第一批藝術作品展在館舍舉行。在接下來的幾年裡，宮殿進行了大規模的紀念性重建，於1975年向公眾開放。同年4月，它作為同時成立的市立美術館總部。
目前，宮殿的內部已經改裝成博物館格局，部分房間保留原始狀態， 1963年，米爾巴赫宮被列入國家文化古蹟名錄。目前宮殿設有中歐巴洛克繪畫和雕塑永久展覽，以及用於短期展覽的空間。

## 建築設計
米爾巴赫宮位於弗蘭季斯坎斯克廣場北端，是一座四翼兩層樓的宮殿，其人字形屋頂建在不規則的梯形平面上，在建築完善了空間。宮殿的兩翼環繞著內院。建築物的主要特色是一個噴泉，上面有特里頓和一位仙女的複製品，是由布拉迪斯拉發雕塑家維克托·蒂格納所製作。
主要的、嚴格對稱的立面朝向廣場，裝飾有精緻、通風的富有想像力的假山。在立面的中間有一個引人注目的菲律賓石，末端是一個巨大的鼓室，在伯爵的王冠下有一個帶有一對橢圓形盾牌的漩渦花飾。構成了宮殿倒數第二位所有者——尼亞瑞斯家族的紋章。

## 圖片

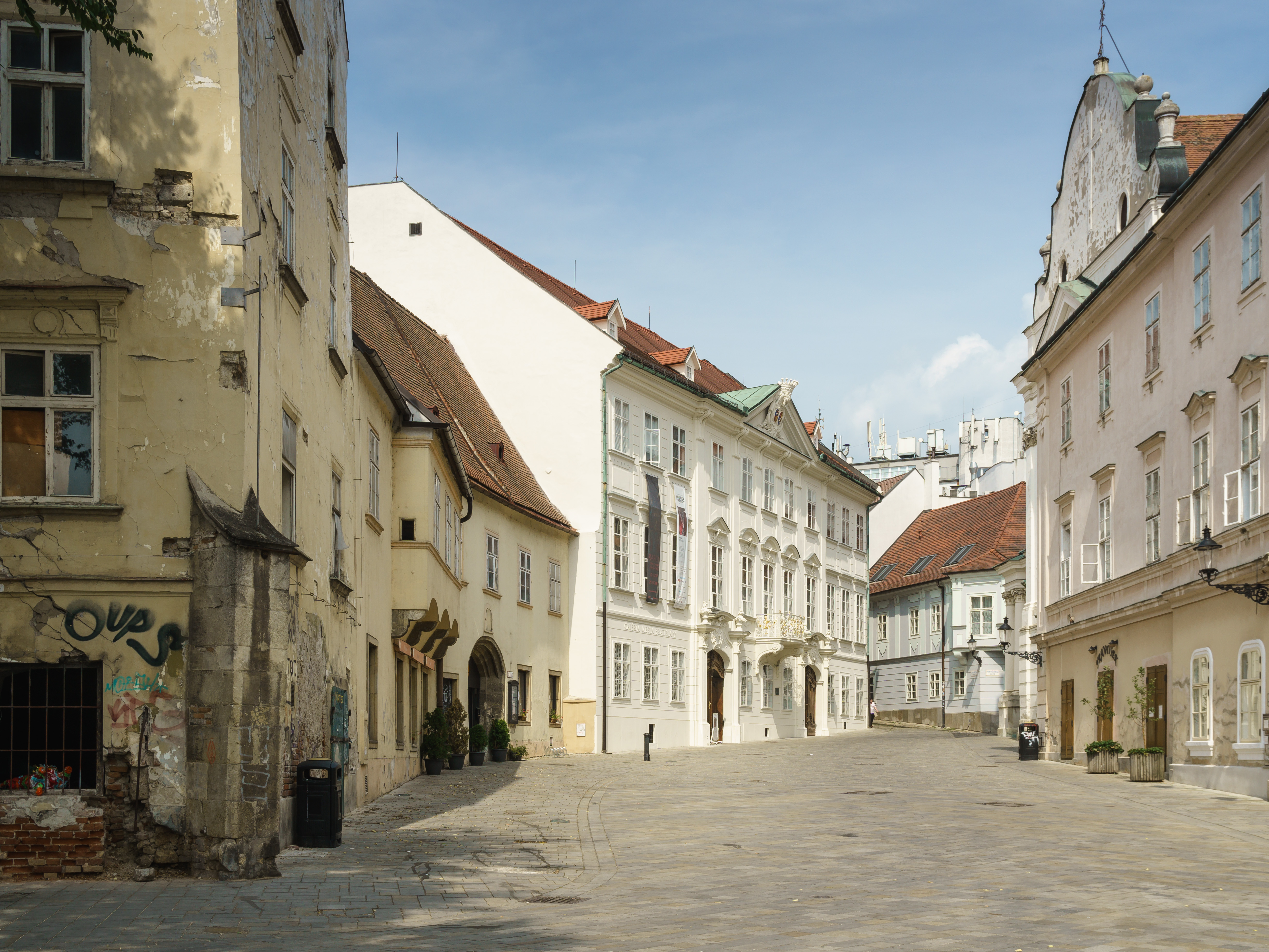
米爾巴赫宮
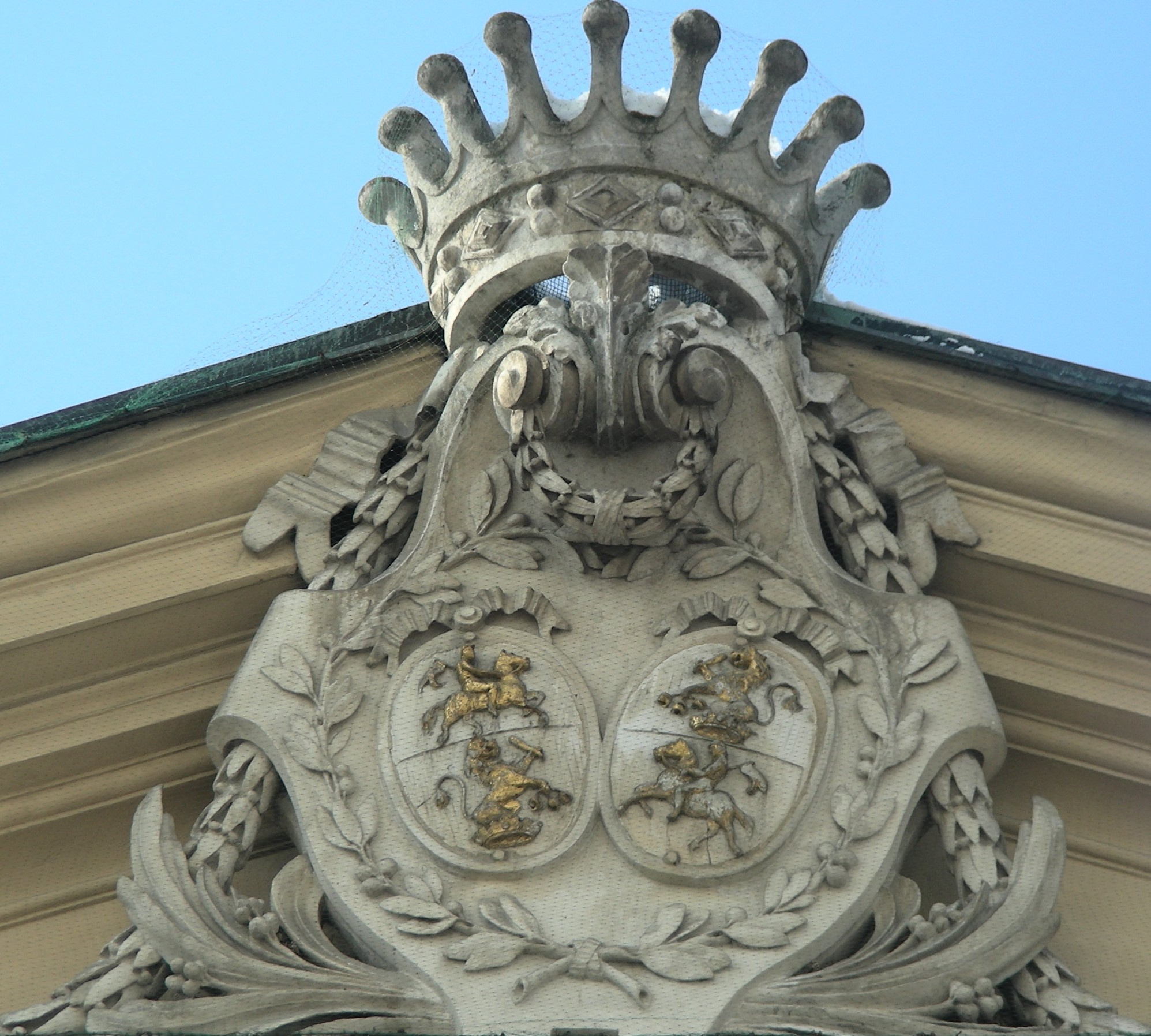
米爾巴赫宮紋章
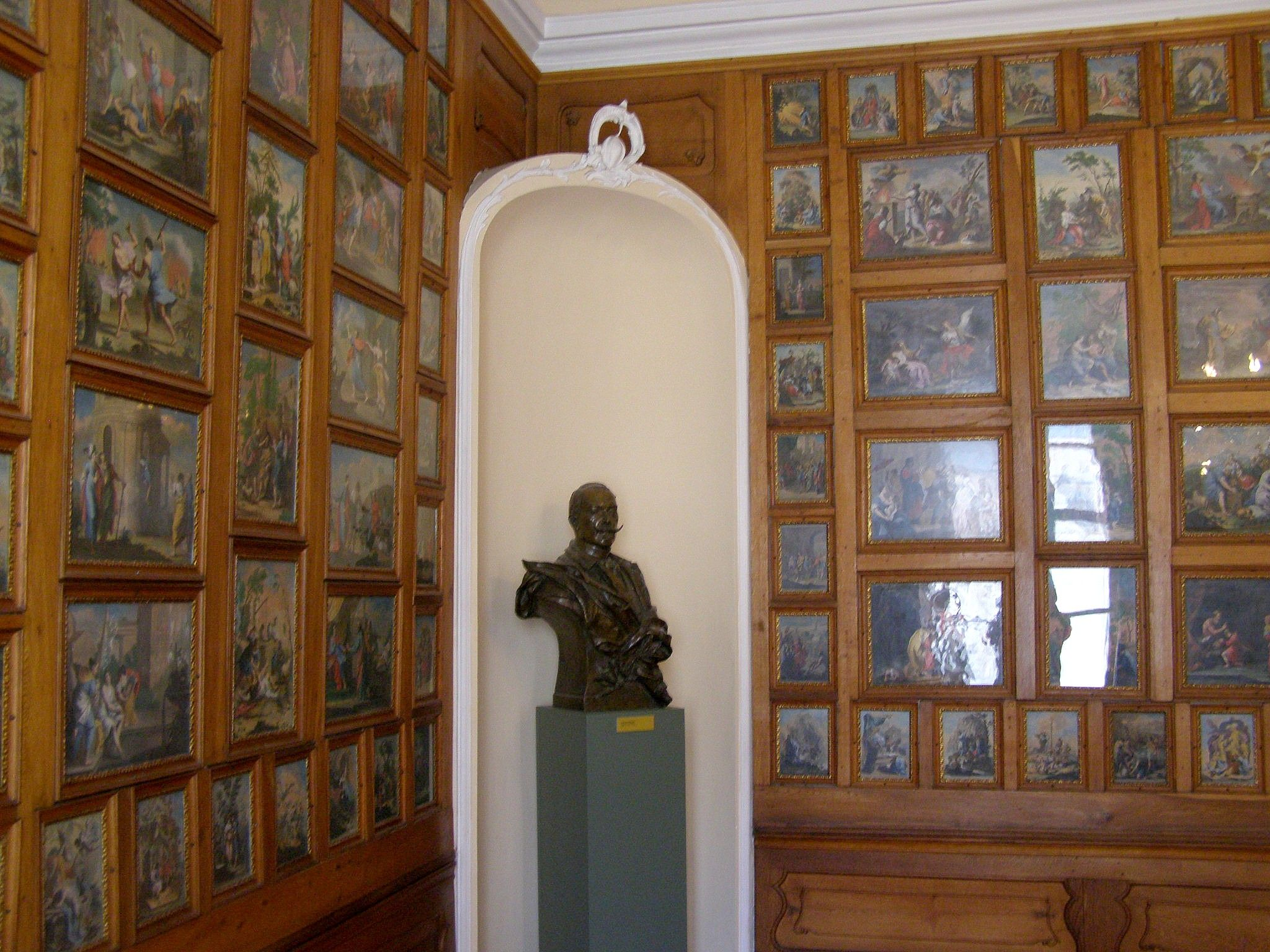
內部展示
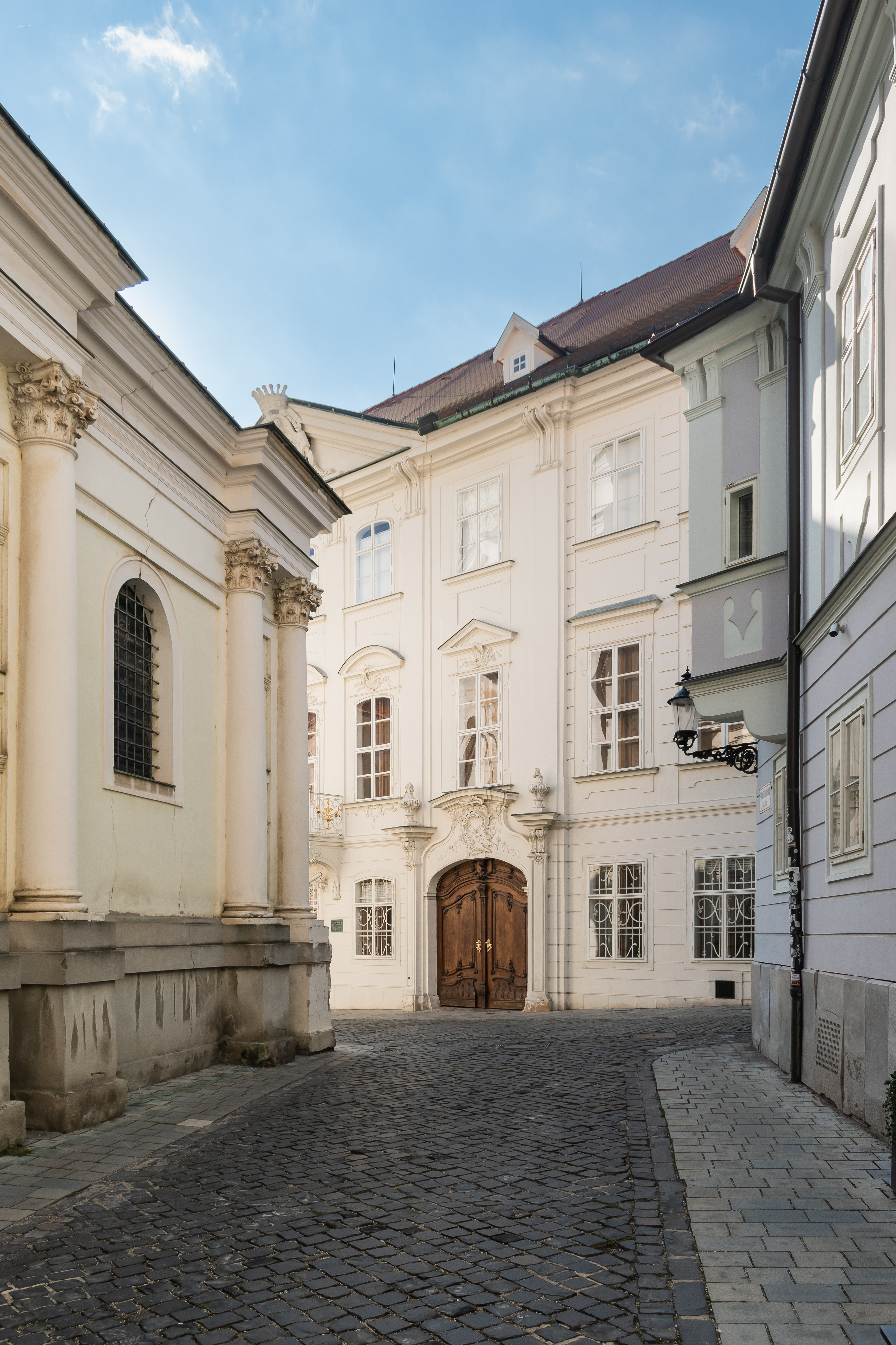

## 外部連結
48°08′33″N 17°06′30″E / 48.14250°N 17.10833°E